# ぴちょんくん
ぴちょんくんは、ダイキン工業の家庭用ルームエアコン「うるるとさらら」のマスコットで、同社の登録商標（第4527194号ほか）である。擬人化された水玉で、湿気をイメージしている。テレビコマーシャルでのぴちょんくんの声は、CM監督のいとうゆみこが担当している。

## 来歴
2000年5月に、ビビアン・スー主演の「うるるとさらら」のテレビコマーシャルの脇役キャラクターとして登場した。
キャラクターデザインが20代・30代の女性を中心に受け、問い合わせが殺到した。2002年10月にビビアンとの契約が切れるとともに、コマーシャルの主役へと「出世」した。
2002年6月26日にユニバーサルミュージックからシングル『も～ど～にでもして～』でCDデビュー。オリコンの週間シングルランキングで最高順位は18位。
2003年6月から、タイトー（なおタイトーは既に2002年12月からプライズ製品を導入していた）、セガトイズ、ノーベル製菓、ユージン等からキャラクター商品を発売開始した。
2003年11月にワコールの肌着のキャラクターに起用された。
2005年11月24日に二足歩行ロボット「ロボぴちょんくん」が発表された。ロボットの製作を担当したのはヴィストン株式会社。
2008年6月、ぴちょんくん自ら脚本・演出を手がけるぴちょんくん劇団を立ち上げる。
2009年5月7日、ぴちょんくんのデビュー10周年を記念して同日から8月31日まで開催されるユーザー参加型キャンペーン「ぴちょんくん号が行く! エコ旅キャンペーン」にあわせてトヨタ・iQをベースとした「ぴちょんくん号」が東京のアムラックスで公開された。同車はぴちょんくんをイメージさせるカラーリングとFRP素材のパーツ8個と専用ヘッドライト（ダイハツ・ムーヴラテ純正を流用）を追加することでサイズが全長×全幅×全高がベース車の2.985mm×1.680mm×1.500mmから3.180mm×1.870mm×1.990mmに拡大されている（3ナンバー登録）。ちなみに、同車は107日かけて製作されている。
2017年現在、計7台まで増車され、うち1台はピンク色の「おユ(＝お湯)ぴちょんくん号」である。
2016年には、大阪・梅田のシログチビル屋上に巨大看板を設置しており、大阪駅の連絡橋などから目にすることができる。
かつては京セラドーム大阪で開催された阪神タイガース主催試合の冠スポンサーがダイキン工業だったことがあり、「ダイキンぴちょんくんナイター」と題して開催されていた。

## CD

### 市販品
シングル
1. 『も～ど～にでもして～』
2002年6月26日、UMCK-5068。オリコン18位。10万枚以上の売り上げ[10]
2. 『ウタタウタ』
2003年6月25日、UMCK-9038。オリコン14位。10万枚以上の売り上げ[10]
3. 『リビング イン ハワイ』
2005年6月15日、UMCK-5131。オリコン13位

アルバム
1. 『Pichon15祭』
2016年8月3日、YZMP-10008。

### 非売品
1. 『こんなんなっちゃった』

2004年、DBCD-1119、「ぴちょんくんとおんなのこ」名義
2004年12月25日〜2005年3月31日にダイキン「フラッシュストリーマ」及び「うるるとさらら Rシリーズ」5.0kW/6.3kWの購入者に、先着5万人限定で配布された。
「こんなんなっちゃった」は前述の『Pichon15祭』に収録され、発表から12年を経て初めて市販された。
収録曲
1. こんなんなっちゃった
2. こんなんなっちゃった（ぴちょんくんと唄おうカラオケ）
3. こんなんなっちゃった（オルゴールバージョン）

## 書籍・絵本
- 『なみだがぴちょん』（いとうゆみこ、2002年11月26日、集英社、ISBN 4834250806）
- 『ぴちょんくんの“うるるん”英会話』（石原真弓、明日香出版社編集部、2004年5月31日、明日香出版社、ISBN 4756907563）